# Ipothalia bicolor
Ipothalia bicolor là một loài bọ cánh cứng trong họ Cerambycidae.